# Digamma pamphylien
Cette page contient des caractères spéciaux ou non latins. S’ils s’affichent mal (▯, ?, etc.), consultez la page d’aide Unicode.
Digamma pamphylien (capitale: Ͷ, minuscule: ͷ) est une lettre archaïque de l’alphabet grec utilisée dans l’écriture du dialecte pamphylien.
Dans certains alphabets, le digamma prend une forme ressemblant à la lettre cyrillique moderne И : . Toutefois, dans l'alphabet de Pamphylie, cette variante existe comme lettre distincte du digamma standard. On suppose que dans ce dialecte, le son /w/ pourrait avoir changé en /v/ dans certains environnements. La lettre en forme de F pourrait avoir été utilisée pour noter ce son /v/, tandis que la lettre en forme de И indiquerait les cas où le son /w/ est préservé.
Le tableau suivant recense les différents caractères Unicode utilisant le digamma pamphylien:
| Caractère | Représentation | Code   | Bloc Unicode  | Nom Unicode                                 |
| --------- | -------------- | ------ | ------------- | ------------------------------------------- |
| Ͷ         | Ͷ              | U+0376 | Grec et copte | Lettre majuscule grecque digamma pamphylien |
| ͷ         | ͷ              | U+0377 | Grec et copte | Lettre minuscule grecque digamma pamphylien |